# Morro do Castelo
O Morro do Castelo foi um acidente geográfico que existiu na cidade do Rio de Janeiro, no Brasil. O morro foi um dos pontos de fundação da cidade no século XVI e abrigou marcos históricos de grande importância, como fortalezas coloniais e os edifícios dos jesuítas. Apesar disso, foi destruído numa reforma urbanística em 1922.

## História

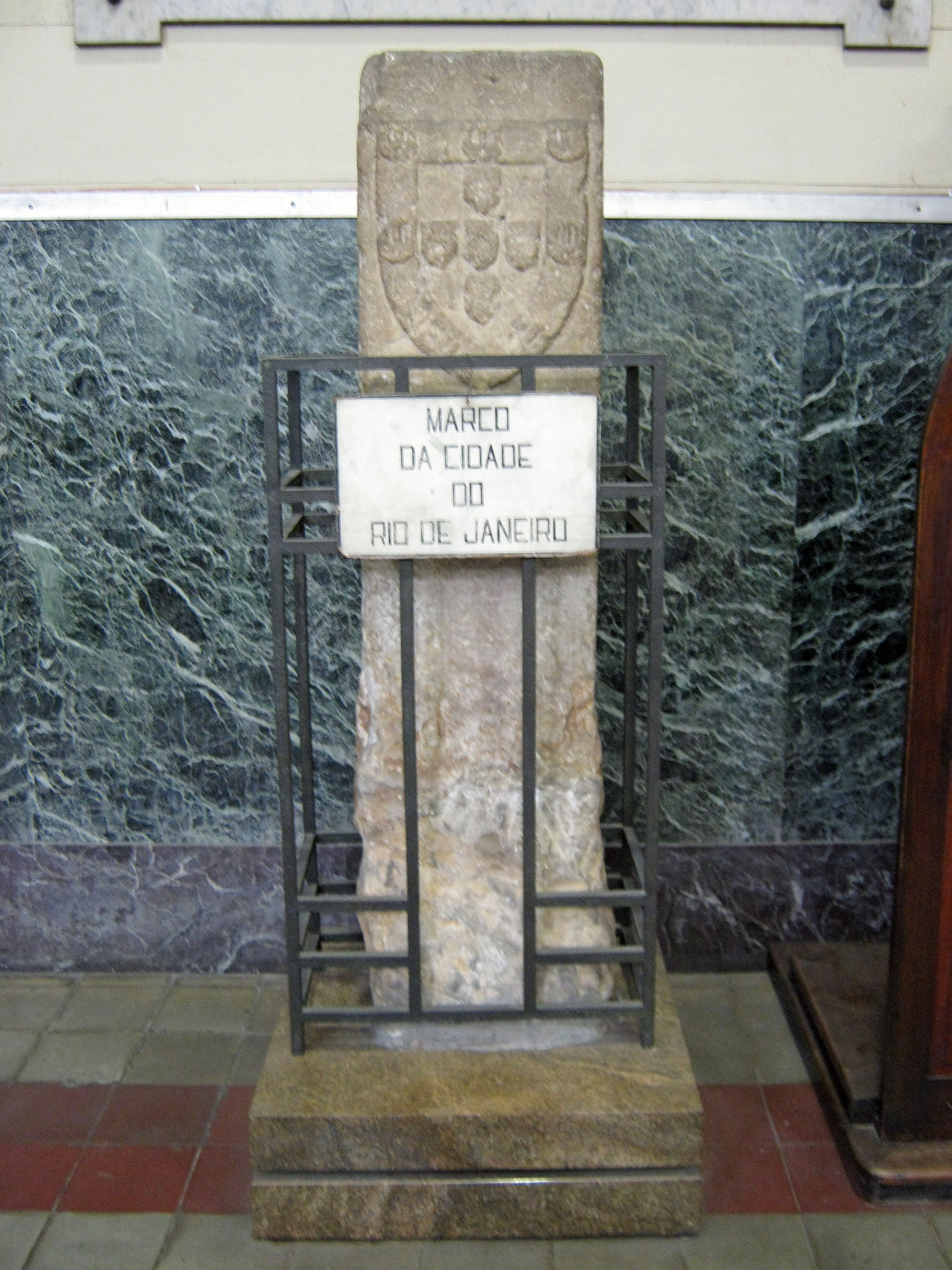
Marco padrão da cidade do Rio de Janeiro, no interior da Igreja de São Sebastião dos Capuchinhos, na Tijuca.

Nele foi reinstalada, em 1567, a cidade inicialmente fundada por Estácio de Sá na entrada da baía da Guanabara, no sopé do Morro Cara de Cão (1565), no contexto da expulsão definitiva dos franceses da região.

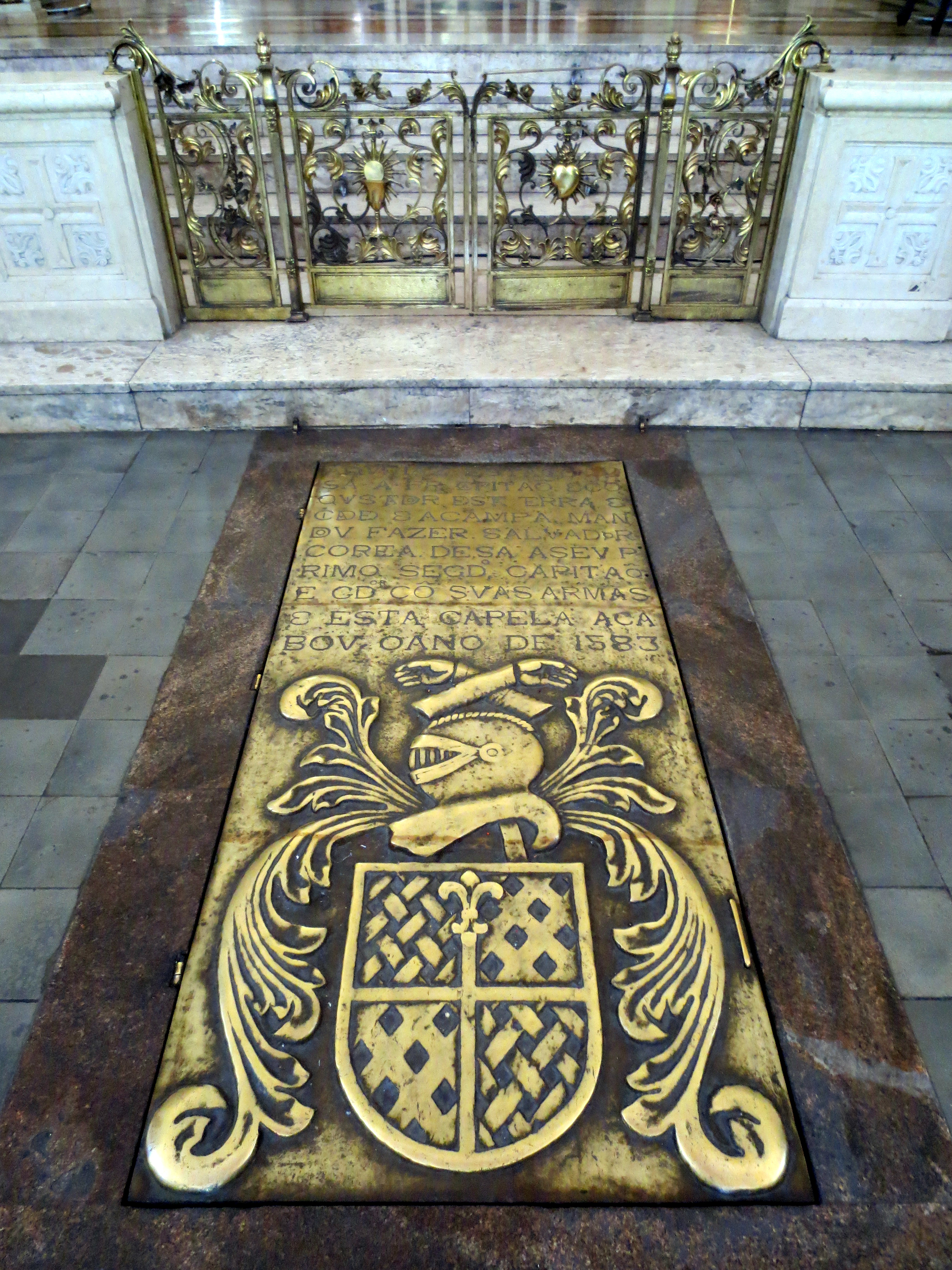
Lápide tumular de Estácio de Sá, no interior da Igreja de São Sebastião dos Capuchinhos.

Depois de batidos os franceses e seus aliados indígenas no morro da Glória e na ilha do Governador, os portugueses, sob o comando de Mem de Sá, acharam por bem que a cidade ficasse instalada em plano elevado, num dos morros fronteiros à ilha de Villegagnon, então denominado como Morro do Descanso, e que permitisse a construção de bastiões que defendessem a cidade e seu ancoradouro, a ilha, e que também vigiassem a entrada da baía da Guanabara.

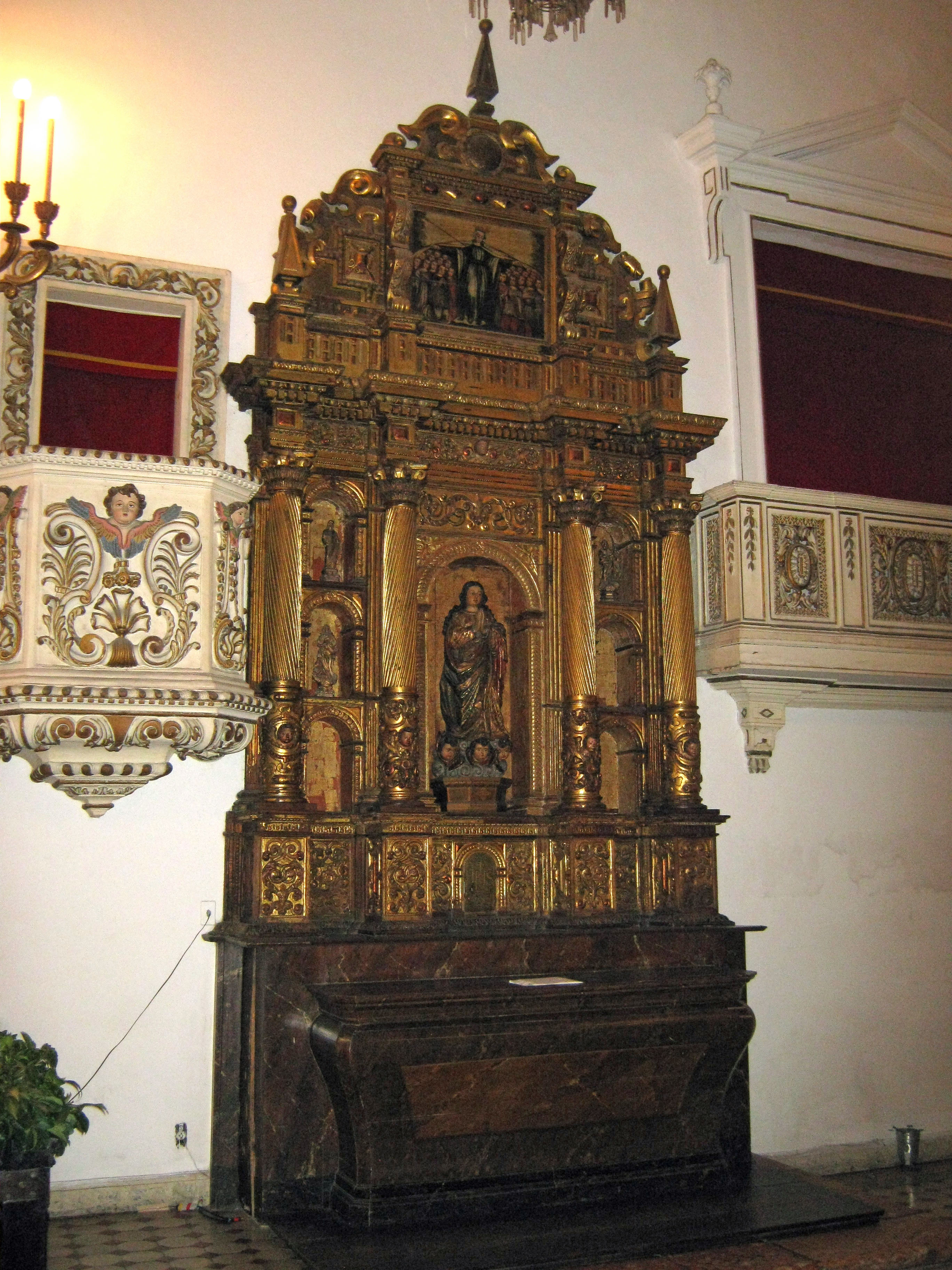
Altar maneirista do século XVI pertencentes ao antigo Colégio dos Jesuítas removido em 1922, para o interior da Igreja de Nossa Senhora do Bonsucesso.

Para tanto construíram uma cidadela murada e fortificada que incluiu, ao longo do tempo o fortim sob a invocação de São Tiago (ver Forte de São Tiago da Misericórdia), uma bateria sob a invocação de Sant'Ana e uma fortaleza chamada de São Januário (ver: Fortaleza de São Sebastião do Castelo), que acabaram por serem responsáveis pelas diversas denominações do morro como de São Tiago, de São Januário, de São Sebastião e finalmente do Castelo.

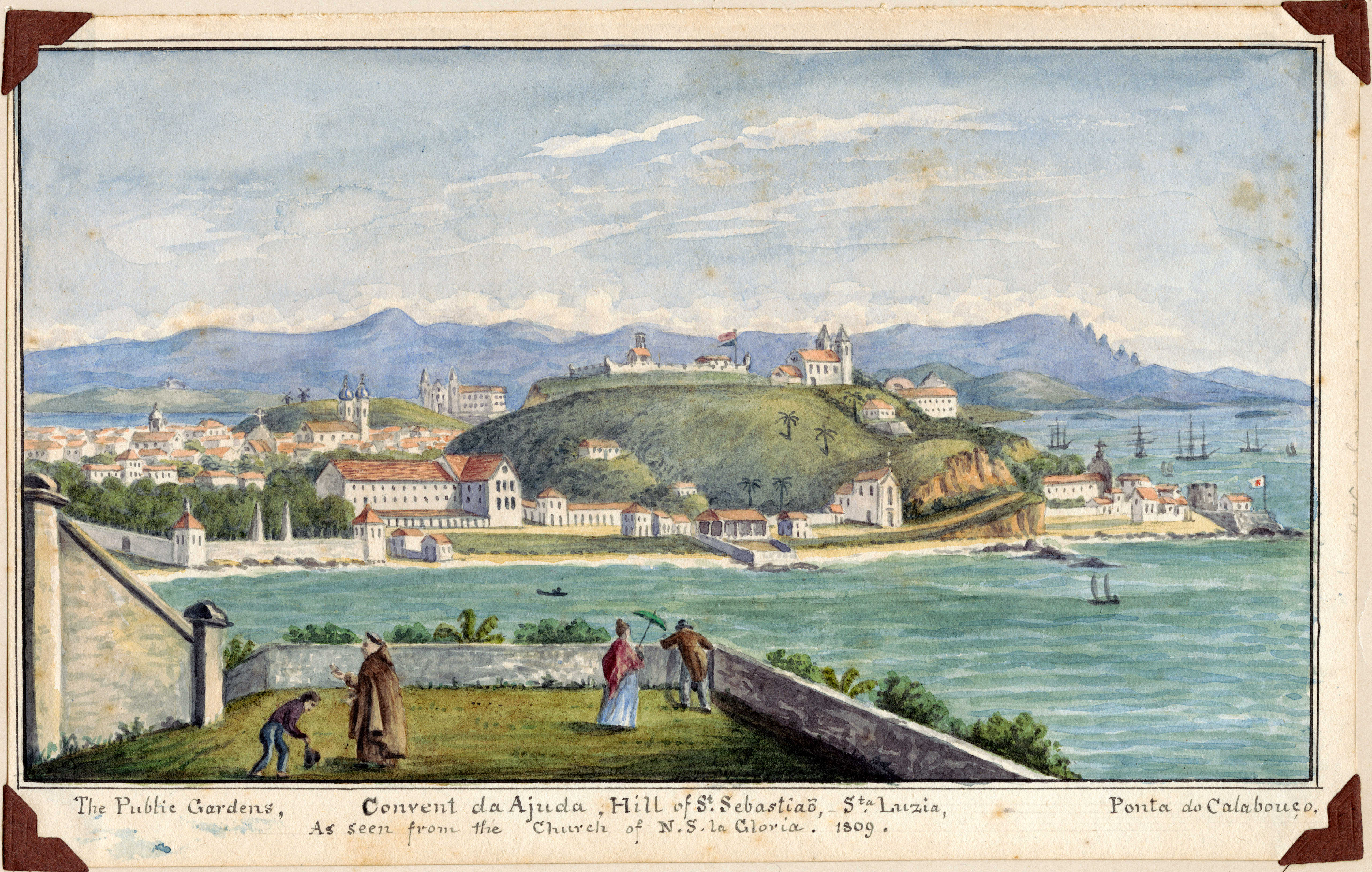
Morro do Castelo, com a Fortaleza e a Igreja de São Sebastião no topo, no canto esquerdo o Passeio Público, visto do terraço da Igreja da Glória, por Richard Bate em 1809.

No local foram construídas as primitivas Casa da Câmara e a da Cadeia, a Casa do Governador, Colégio dos Jesuítas, os Armazéns, e também as Igreja dos Jesuítas e a Igreja de São Sebastião, onde foi instalada a primeira Sé Catedral da cidade, e junto à qual estava o marco de pedra da fundação da cidade, trazido do primitivo estabelecimento no sopé do morro Cara de Cão, assim como os restos mortais do fundador, Estácio de Sá. Estas relíquias encontram-se hoje na Igreja de São Sebastião dos Capuchinhos, na Tijuca. Ao pé, na praia, a Santa Casa de Misericórdia - primeiro hospital.

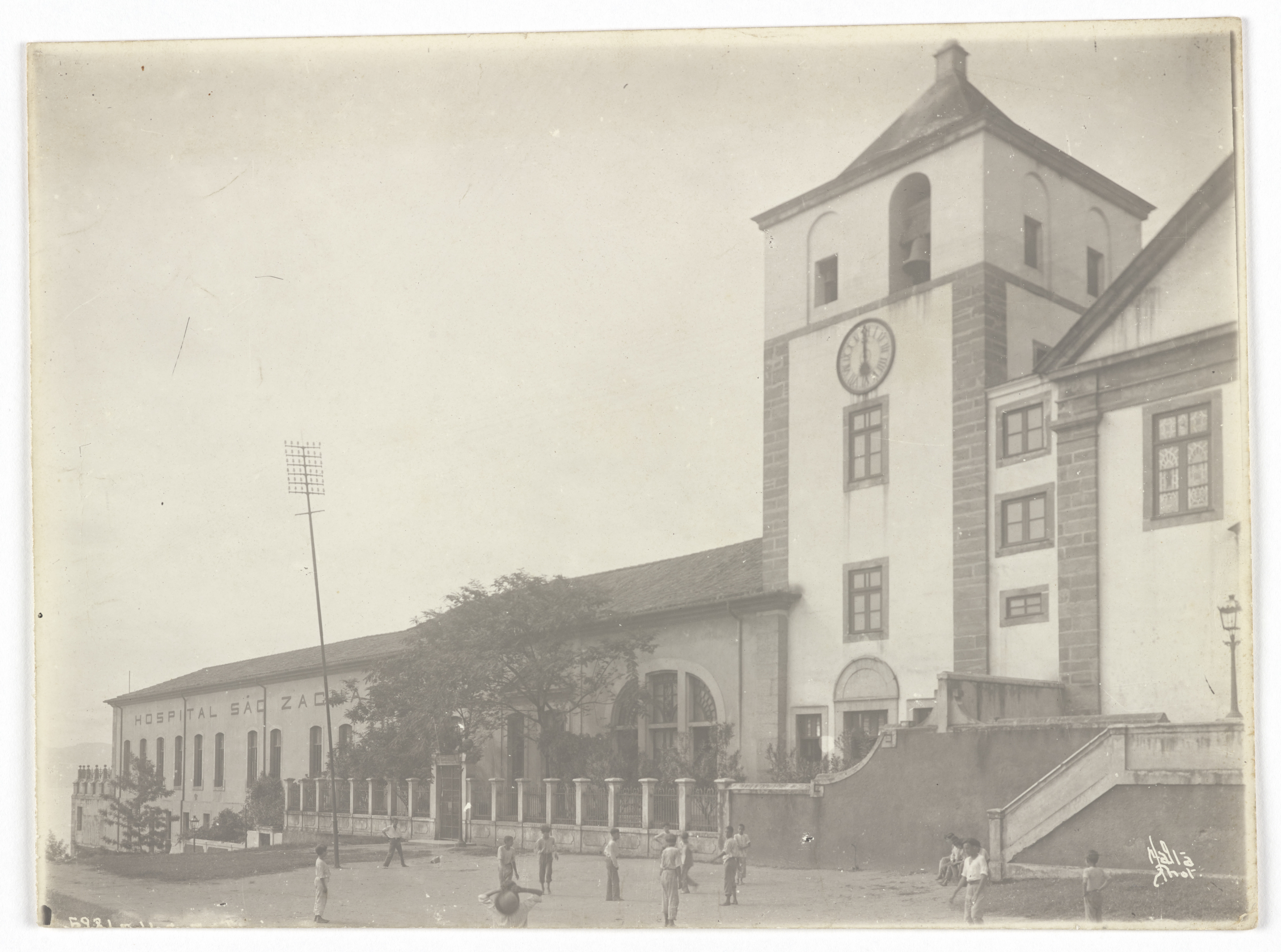
Igreja de Santo Inácio ou dos Jesuítas, no Morro do Castelo, ao lado do Hospital São Zacharias, antigo Colégio dos Jesuítas, onde a Faculdade de Medicina funcionou em seus primeiros anos. Fotografia de Augusto Malta, por volta de 1920. Acervo do Instituto Moreira Salles.

Após a ocupação do morro do Castelo, a população da cidade começou a ocupar a chamada Várzea, área plana compreendida entre os outros três morros (morro de São Bento, morro de Santo Antônio e morro da Conceição) que delimitavam, junto com o do Castelo, a cidade no período colonial.

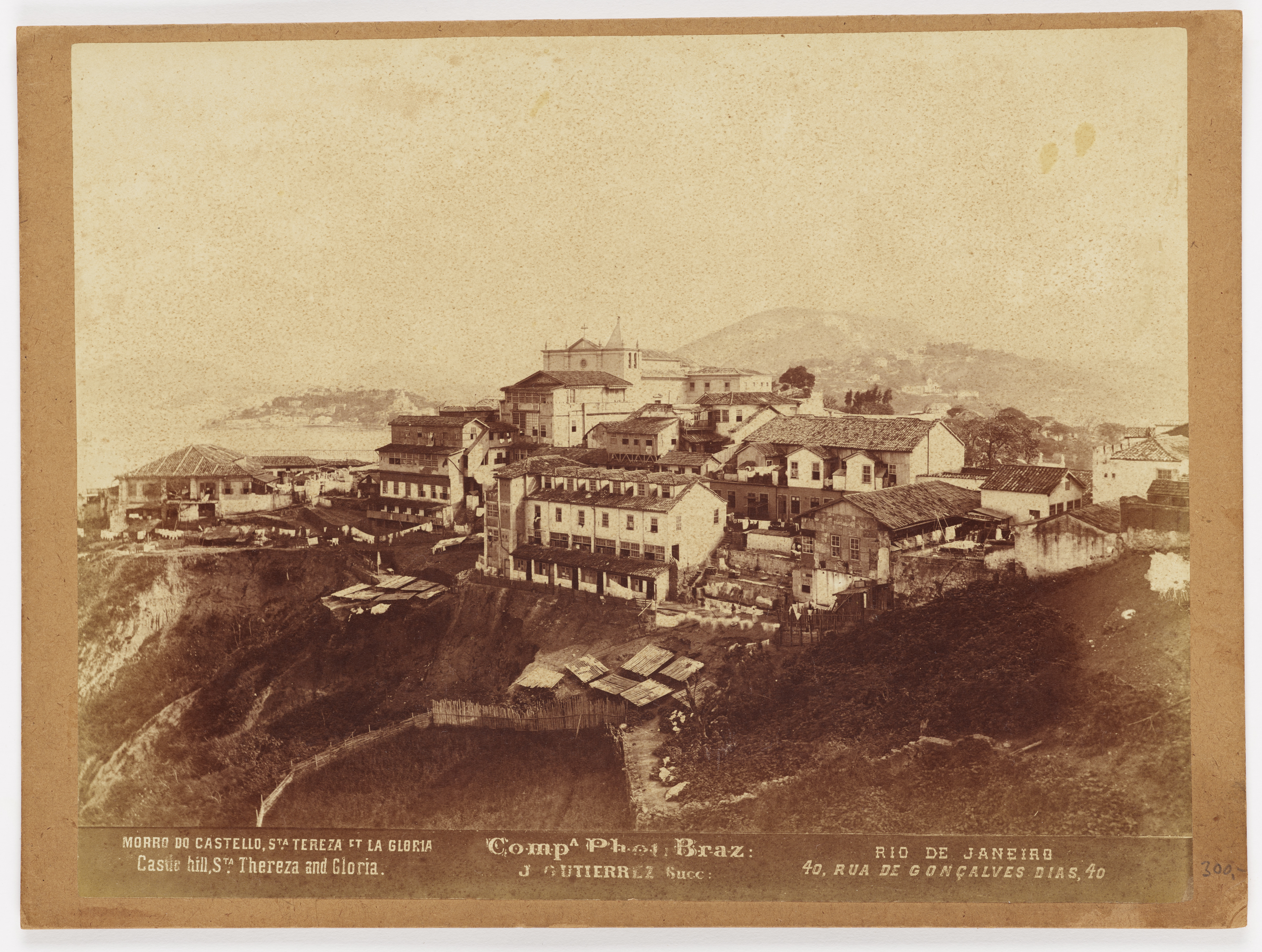
Morro do Castelo, com a Igreja de São Sebastião no topo, fotografado por Juan Gutierrez, por volta de 1890. Acervo do Instituto Moreira Salles.

O acesso ao morro do Castelo inicialmente era feito pela Ladeira da Misericórdia, primeira via pública da cidade. Posteriormente surgiram a Ladeira do Castelo, Ladeira do Poço do Porteiro (para a região da atual Cinelândia) e a Ladeira do Seminário. Com a expansão da cidade na parte plana suas construções que incluíram também o Colégio dos Padres Jesuítas da Companhia de Jesus, posterior Hospital Militar da Corte, e o Observatório Nacional.

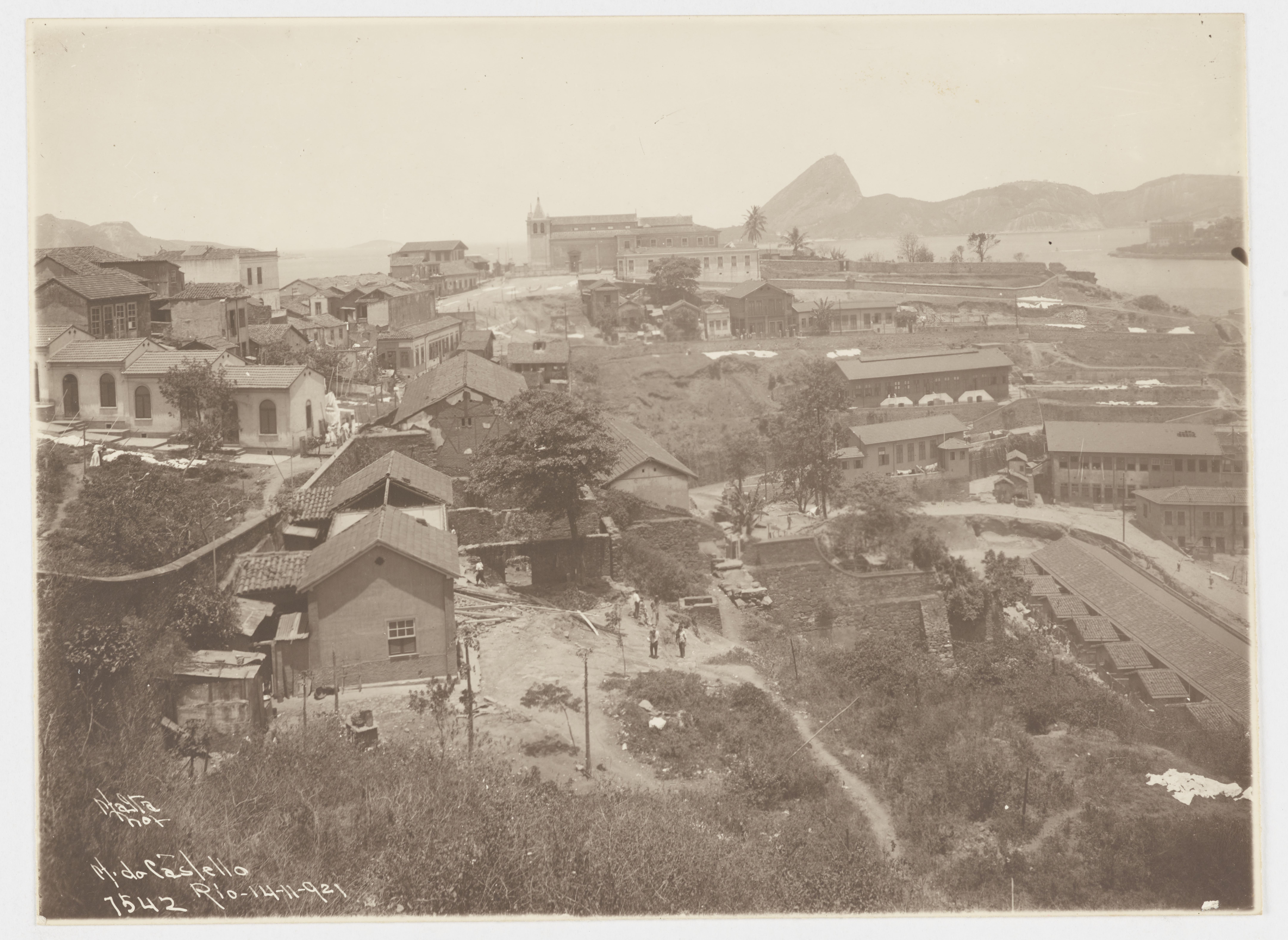
Morro do Castelo, com a Igreja de São Sebastião e o Pão de Açúcar ao fundo: fotografado por Augusto Malta, em 1921. Acervo do Instituto Moreira Salles.

No século XVI, o Morro do Castelo estava saturado, era pequeno demais. A população foi obrigada a ocupar a várzea, que era cheia de riachos. Foi-se aterrando lagoas, charcos, derrubando matas morro acima.

## Destruição

Igreja de São Sebastião dos Capuchinhos, no Morro do Castelo, durante a transladação dos restos mortais de Estácio de Sá, em 1922, antes da sua demolição. Acervo do Instituto Moreira Salles.

Desde o tempo de Dom João VI era considerado prejudicial à saúde dos cariocas porque dificultava a circulação dos ventos e impedia o livre escoamento das águas. Ao longo dos séculos foi gradativamente considerado inviável para o progresso e urbanismo da cidade.

Demolição do morro do Castelo, no centro a torre da Igreja de Santo Inácio (Jesuítas), ao fundo alguns pavilhões da Exposição Internacional de 1922. Acervo do Instituto Moreira Salles.

Foi arrasado em 1922 pelo prefeito Carlos Sampaio com a desculpa de ser um espaço proletário, repleto de velhos casarões e cortiços, no centro da cidade e necessário para a montagem da Exposição Internacional do Centenário da Independência.

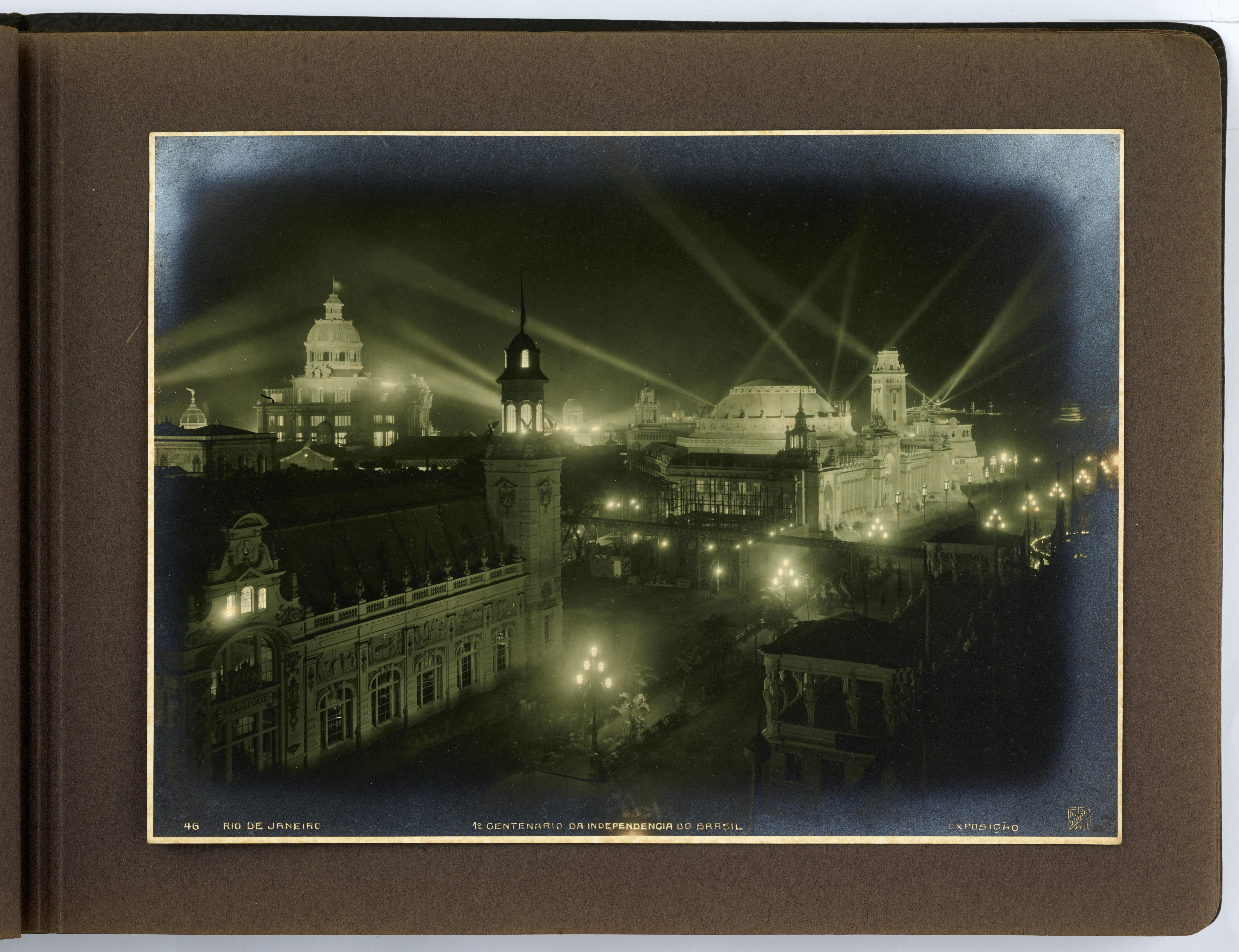
Grande iluminação na Exposição Internacional do Centenário da Independência, em 1922. Dentre os objetivos do evento, estava a modernização da cidade, tanto arquitetonicamente, quanto tecnologicamente.

Suas terras foram usadas para aterrar parte da Urca, da Lagoa Rodrigo de Freitas, do Jardim Botânico e outras áreas baixas ao redor da Baía da Guanabara.

Demolição do Morro do Castelo em 1922, com a Igreja de São Sebastião no topo, e o Pão de Açúcar ao fundo.

## A lenda do morro do Castelo
A lenda do morro do Castelo refere-se a um fabuloso tesouro oculto em galerias secretas em suas entranhas pelos Jesuítas em tempos coloniais. Originada talvez à época das invasões francesas de 1710 e 1711, tal crença ganhou força a partir da expulsão da Ordem do Brasil, em 1759, por determinação do Marquês de Pombal, rezando:
"Tudo o que de dentro sair, como o que de fora se lhe introduzir, será bem revisto e nada fechado e ainda as frutas como melancia, melão, abóbora, repolho e outras quaisquer desta criação e feitio, serão abertas para que de dentro não saia ou entre carta ou escrito algum."
Em resposta, o Governador e Capitão-geral da Capitania do Rio de Janeiro, Gomes Freire de Andrade, informou à Metrópole:
"O dinheiro que se achou pertencente ao Colégio [dos Jesuítas] foi tão somente a quantia de quinhentos mil duzentos e vinte réis, o que é quantia diminuta à proporção do grande rendimento desta casa."
A lenda foi explorada em fins do século XIX por nomes consagrados na literatura brasileira como Machado de Assis, Joaquim Manuel de Macedo e Lima Barreto. Este último cobriu, como repórter, para o Correio da Manhã em 1905, por ocasião das obras para a abertura da Avenida Central (atual Av. Rio Branco), a descoberta de um túnel.
Pesquisadores, atualmente, acreditam que os túneis realmente existiram, embora sem conexão com o suposto tesouro. Documentos do século XIX resgatam informações curiosas como a denúncia de um morador contra um vizinho que escavava nos fundos da casa, na esperança de encontrar algumas das moedas de ouro dos Jesuítas, ou o pedido manuscrito do bacharel mineiro Nominato de Assis, que, em 1863, tentou junto ao Marquês de Olinda, então presidente do Conselho de Ministros do Império, um emprego ou uma concessão para fazer escavações no morro. Posteriormente, em 1875, o pernambucano Trajano de Martins conseguiria licença para realizar as escavações: um dos financiadores do empreendimento foi o Barão de Drummond.
Com a descoberta de um túnel em 1905, as antigas histórias retomaram força, tendo mesmo surgido um mapa das galerias e um inventário do tesouro, que dava conta de 67 toneladas de ouro além de uma imagem em tamanho natural de Santo Inácio de Loyola, também em ouro, com olhos de brilhantes e dentes de pérolas. Seis anos mais tarde, as informações do mapa seriam confirmadas nas páginas da Revista Ilustrada, que, em Julho, publicou uma reportagem sobre os subterrâneos do morro do Castelo, visitada pelo repórter Pires do Rio em companhia de um fotógrafo, que acessaram as galerias a partir de uma cisterna do antigo Colégio dos Jesuítas, percorrendo-a até a antiga praia de Santa Luzia (atual rua de Santa Luzia).
A rede seria integrada por outros três túneis, que partiriam de um salão de pedra, popularmente referido como "Sala dos Concílios", um em direção à ladeira da Misericórdia (cujo troço inicial subsiste até hoje), outro em direção à Rua da Quitanda e o último em direção à atual Av. Rio Branco. Estas duas últimas seriam ligadas por outro túnel, totalizando assim cinco vias. O repórter de 1911 não conseguiu, entretanto, apurar nenhum vestígio do precioso ouro.
As modernas hipóteses para a finalidade dessas galerias são:
- seriam utilizadas para o deslocamento dos religiosos, de um ponto a outro da antiga cidade, em caso de perigo;
- serviriam como rede de abastecimento de água potável para o Colégio dos Jesuítas, o Seminário São José e a Fortaleza de São Sebastião do Castelo; e
- serviriam como depósitos de víveres.